# Говорушка пахучая
Говору́шка паху́чая (лат. Clitocybe odora) — вид грибов, включённый в род Говорушка (Clitocybe) семейства Рядовковые (Tricholomataceae) .

## Синонимы
- Agaricus anisatus Pers., 1796
- Agaricus moschatus J.F.Gmel., 1792
- Agaricus odorus Bull., 1784basionym
- Agaricus odorus var. anisatus (Pers.) Pers., 1801
- Agaricus suaveolens Trog, 1832, nom. illeg.
- Agaricus trogii Fr., 1838
- Agaricus viridis With., 1796
- Clitocybe trogii (Fr.) Sacc., 1887
- Clitocybe viridis (With.) Gillet, 1874
- Gymnopus odorus (Bull.) Gray, 1821
- Gymnopus viridis (With.) Gray, 1821
- Lepista odora (Bull.) Harmaja, 1976
- Omphalia viridis (With.) Quél., 1886
- Rubeolarius odorus (Bull.) Raithelh., 1981

## Описание

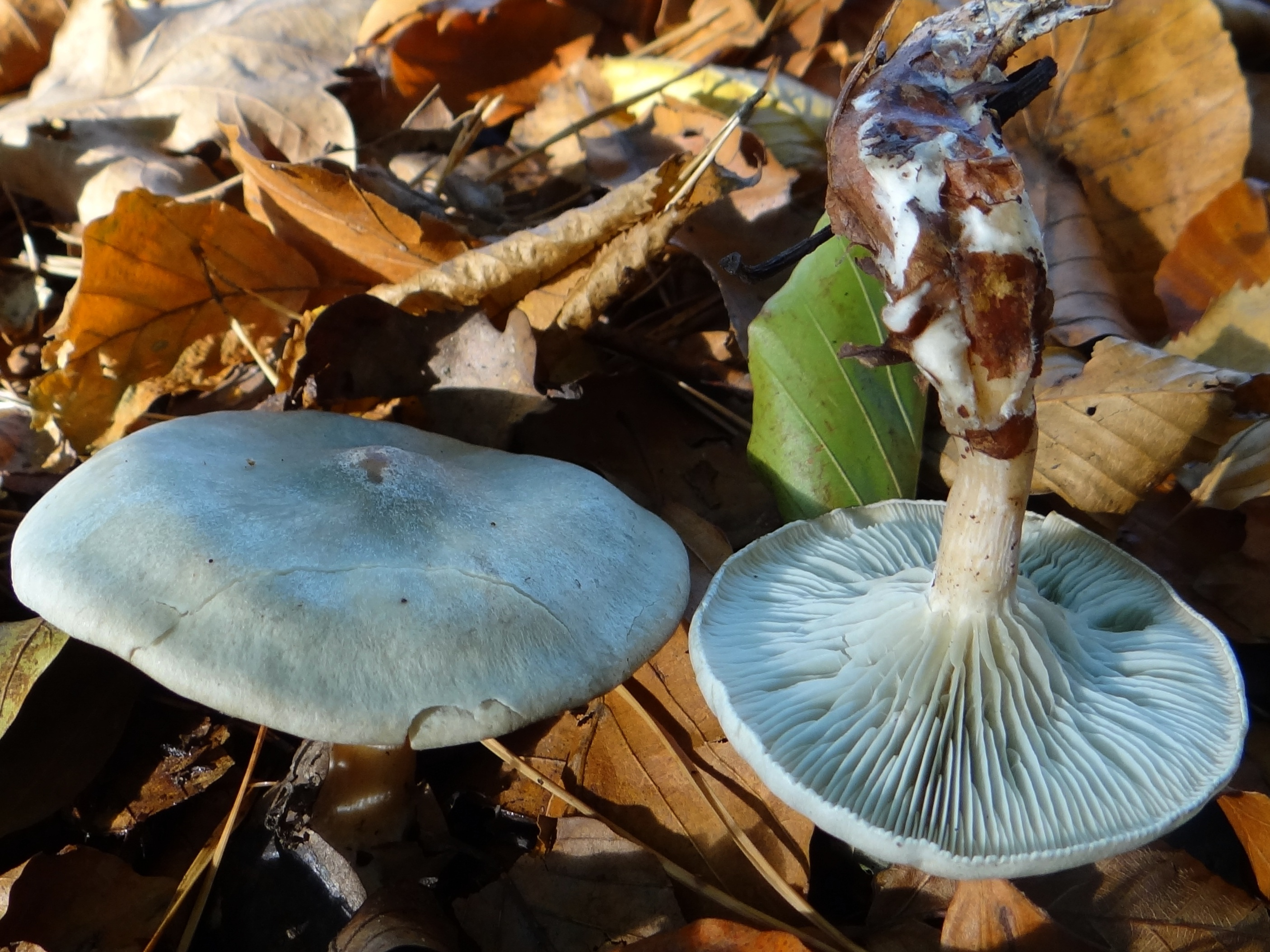

Шляпка 3—8 см в диаметре, сначала выпуклой, затем плоской и вдавленной формы, с волнистым краем, в центре иногда в небольшим бугорком, голая, окрашена в синевато-зеленоватые тона.
Мякоть беловатого цвета, с сильным анисовым запахом и вкусом.
Гименофор пластинчатый, пластинки приросшие к ножке или слабо нисходящие на неё, бледные, зеленоватые.
Ножка 3—6 см длиной, цилиндрическая или слабо расширяющаяся к основанию, синевато-зеленоватая, не полая.
Споровый порошок белого цвета. Споры 6—8×3—4 мкм, эллиптической формы, гладкие, неамилоидные.
Гриб съедобен, может использоваться в качестве приправы.

## Экология
Говорушка пахучая — сапротроф, встречающийся в основном в широколиственных лесах.